# Glypta yasumatsui
Glypta yasumatsui är en stekelart som först beskrevs av Tohru Uchida 1952.  Glypta yasumatsui ingår i släktet Glypta och familjen brokparasitsteklar. Inga underarter finns listade i Catalogue of Life.